# Partido de la Coalición Estonia
El Partido de la Coalición Estonia (en estonio: Eesti Koonderakond) fue un partido político liberal de centroderecha estonio. Fundado en 1991 por Tiit Vähi, se disolvió en 2002. El partido fue miembro observador de International Liberal desde 1998 en adelante. Tuvo contactos con partidos como Latvian Way y participó en la coalición gobernante de 1995-1999. Un partido que unía principalmente a la antigua nomenklatura (urbana) y otros funcionarios de la era soviética, estaba estrechamente aliado con el Partido Popular Rural, que, sin embargo, representaba una ideología más populista de centro izquierda.

## Resultados electorales

### Riigikogu
|  | 13,60 % |

|  | 32,23 % |

|  | 7,58 % |

a En lista conjunta con la Unión Popular de Estonia.